# Dyera polyphylla
Dyera polyphylla är en oleanderväxtart som först beskrevs av Friedrich Anton Wilhelm Miquel, och fick sitt nu gällande namn av Cornelis Gijsbert Gerrit Jan van Steenis. Dyera polyphylla ingår i släktet Dyera och familjen oleanderväxter. Inga underarter finns listade i Catalogue of Life.